# カイル・デイビーズ
ハイラム・カイル・デイビーズ（Hiram Kyle Davies、1983年9月9日 - ）は、アメリカ合衆国ジョージア州ディカーブ郡ディケーター出身の元プロ野球選手（投手）。

## 経歴

### プロ入りまで
ストックブリッジ（ジョージア州）のストックブリッジ高校に在学していた。メジャーリーガーの輩出でも有名なジョージア工科大学を始めとする大学群からも高い評価を受けていた。

### ブレーブス時代
2001年のMLBドラフト4巡目でアトランタ・ブレーブスから指名された、プロ入り。

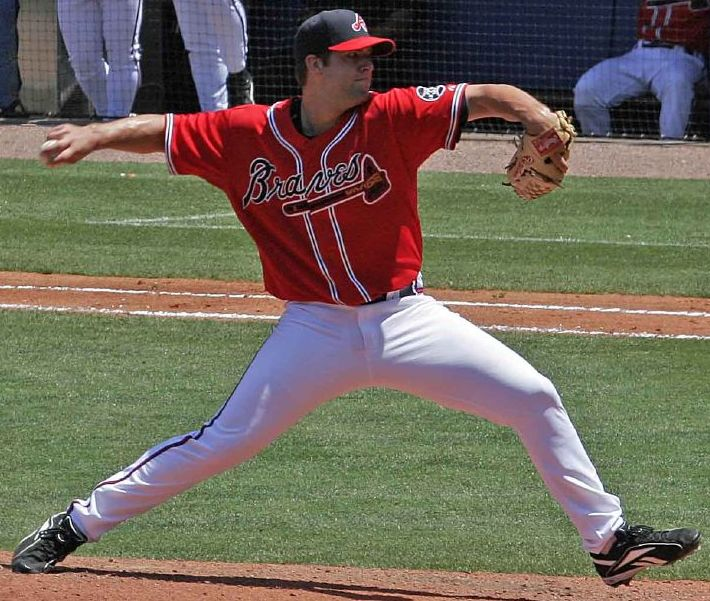
アトランタ・ブレーブス時代
(2007年5月6日)

A+級ローム・ブレーブスの創設期に所属しており、2003年のサウス・アトランティックリーグの優勝も経験している。2003年のシーズンでは148奪三振を記録し、チームトップだった。
2005年にMLBへ初めて昇格し公式戦で7勝を記録すると、先発ローテーションに定着した。このときマイナーリーグから招集された「ベイビー・ブレーブス」の一員でもある（招集された他の選手にはブライアン・マッキャンやジェフ・フランコーアがいる。5月21日の雨の降る夜の中でボストンにあるフェンウェイ・パークでメジャーデビューを果たし、ボストン・レッドソックス相手に5回を無失点に抑えた。招集された背景には、ブレーブスの投手陣のジョン・トムソンやマイク・ハンプトンが相次いで故障者リストに入ったためである。その後の2試合の登板試合も無失点で抑えたため、衝撃を与えた。その後トムソンとハンプトンが復帰したため、マイナーリーグに戻った。
2006年はAAA級の先発候補としてスプリングトレーニングを迎えたが、その後メジャーの先発要員として開幕を迎えた。5月15日のフロリダ・マーリンズ戦の登板時に右足の鼠径部を痛めた。その後鼠径部の筋肉の断裂と診断され、数日後手術を受けた。この怪我の影響で故障者リストに登録され、10週間ものシーズンを欠場することとなった。結局シーズンでは14先発にとどまり、防御率8.38と前年より大きく成績を落とした。
2007年のスプリングトレーニング当初は、AAA級インターナショナルリーグのリッチモンド・ブレーブスに所属していた。しかし、スプリングトレーニング終了後ランス・コーミアが負傷したため、その穴を埋める形でメジャー昇格した。コーミアはリハビリからの復帰も6月までずれ込み、ハンプトンも手術を要したため、先発の一角で起用されることになった。しかし、17先発で4勝8敗防御率5.76と安定感を欠き、信頼感も勝ち取ることはできなかった。7月16日のシンシナティ・レッズ戦ではわずか22球での降板、アウトは一つも取れなかった。結局、7月19日にオプションでAAA級リッチモンドに降格し、新人のジョジョ・レイエスが先発ローテーションを担うことになった。

### ロイヤルズ時代

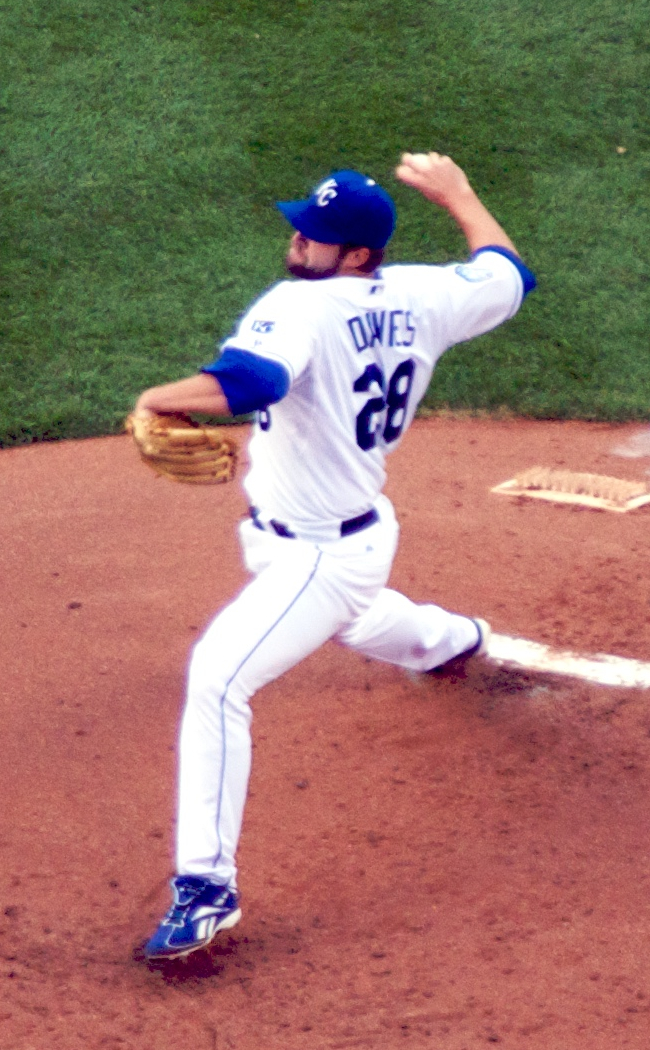
カンザスシティ・ロイヤルズ時代
(2009年6月13日)

2007年7月31日にオクタビオ・ドーテルとのトレードでカンザスシティ・ロイヤルズへ移籍した。8月4日にロイヤルズの選手として初先発したが3回で5自責点だった。初回にはアレックス・ロドリゲスに通算500本塁打となる本塁打を打たれた。しかし、8月9日のミネソタ・ツインズ戦では6回と2/3を無失点に抑え、わずか3安打を許し4奪三振の好成績で立ち直った。試合にも2-0でロイヤルズが勝利した。
2008年には、自己最高の9勝7敗、防御率4.06を記録した。
2011年8月1日に右肩のインピンジメントで15日間の故障者リストに入った。10日に放出され、12日にはウェイバー公示が発表された。

### ブルージェイズ傘下時代
2011年8月20日にトロント・ブルージェイズとマイナー契約を結んだ。

### ツインズ傘下時代
2013年2月20日にミネソタ・ツインズとマイナー契約を結んだ。肩の故障により4月と5月の半分を欠場したため、A+級フォートマイヤーズ・ミラクルに配属され5月15日に始めて先発した。さらに1試合に登板後、怪我のため1ヶ月欠場した。フォートマイヤーズに戻る前にGCLツインズでリハビリを行い、その後フォートマイヤーズで3登板を記録した。7月23日にAA級ニューブリテン・ロックキャッツに昇格し、7先発を記録しシーズンを終えた。2013年は12先発で、4勝3敗防御率3.41でQS4回、58回で47奪三振を記録した。

### インディアンス傘下時代
2014年2月12日にクリーブランド・インディアンスとマイナー契約を結んだ。

### ヤンキース時代
2015年2月10日にニューヨーク・ヤンキースとマイナー契約を結んだ。4月12日に救援投手として昇格。その夜に公式戦1試合に登板した。翌日DFAとなった。ヤンキース傘下の3Aでは、11勝を挙げた。

### ヤクルト時代
2015年12月25日に、NPBの東京ヤクルトスワローズと契約した。MLB公式戦で通算43勝を挙げた実績を背景に、先発投手としての起用を想定した契約で、背番号はロイヤルズ時代にも一時着用していた34。来日に際しては、この年まで6年間阪神タイガースに在籍していた同郷のマット・マートンから、日本野球への適応に関するアドバイスを受けたという。
2016年には、3月31日の対阪神戦（神宮球場）に、先発投手として来日初登板。1回表に新人の1番打者・髙山俊へ初球を投じたところ、プロ初本塁打（初回先頭打者本塁打）を喫した。2回目の先発登板に向けた調整中に背中の張りを訴えたため、4月5日に出場選手登録を抹消されたが、5月30日には対北海道日本ハムファイターズ戦（札幌ドーム）で来日初勝利を挙げている。12月2日、自由契約公示された。

### 独立リーグ時代
2017年は所属球団なく、2018年5月7日に独立リーグ・アトランティックリーグのサマセット・ペイトリオッツと契約。シーズン後、FAとなった。
2019年3月15日にアトランティックリーグのランカスター・バーンストーマーズと契約。オフにFAとなった。

## 選手としての特徴
メジャーやマイナーでは主にスターターとして起用され、145km/h前後のフォーシーム、140km/h前後のカッター、132km/h前後のチェンジアップ、124km/h前後のナックルカーブを持ち球とする。MLBにおけるフォーシームの最高球速は2007年に97.7mph（約157km/h）を記録しているが、2015年では91.1mph（約147km/h）に留まっている。

## 詳細情報

### 年度別投手成績
| 年 度    | 球 団    | 登 板 | 先 発 | 完 投 | 完 封 | 無 四 球 | 勝 利 | 敗 戦 | セ 丨 ブ | ホ 丨 ル ド | 勝 率 | 打 者 | 投 球 回 | 被 安 打 | 被 本 塁 打 | 与 四 球 | 敬 遠 | 与 死 球 | 奪 三 振 | 暴 投 | ボ 丨 ク | 失 点 | 自 責 点 | 防 御 率 | W H I P |
| -------- | -------- | ----- | ----- | ----- | ----- | -------- | ----- | ----- | -------- | ----------- | ----- | ----- | -------- | -------- | ----------- | -------- | ----- | -------- | -------- | ----- | -------- | ----- | -------- | -------- | ------- |
| 2005     | ATL      | 21    | 14    | 0     | 0     | 0        | 7     | 6     | 0        | 2           | .538  | 403   | 87.2     | 98       | 8           | 49       | 5     | 1        | 62       | 4     | 0        | 51    | 48       | 4.93     | 1.68    |
| 2006     | ATL      | 14    | 14    | 1     | 0     | 0        | 3     | 7     | 0        | 0           | .300  | 312   | 63.1     | 90       | 14          | 33       | 0     | 3        | 51       | 3     | 0        | 60    | 59       | 8.38     | 1.94    |
| 2007     | ATL      | 17    | 17    | 0     | 0     | 0        | 4     | 8     | 0        | 0           | .333  | 389   | 86.0     | 92       | 12          | 44       | 3     | 2        | 59       | 1     | 1        | 61    | 55       | 5.76     | 1.58    |
| 2007     | KC       | 11    | 11    | 0     | 0     | 0        | 3     | 7     | 0        | 0           | .300  | 239   | 50.0     | 63       | 10          | 26       | 1     | 3        | 40       | 7     | 0        | 41    | 37       | 6.66     | 1.78    |
| '07計    | KC       | 28    | 28    | 0     | 0     | 0        | 7     | 15    | 0        | 0           | .318  | 628   | 136.0    | 155      | 22          | 70       | 4     | 5        | 99       | 8     | 1        | 102   | 92       | 6.09     | 1.65    |
| 2008     | KC       | 21    | 21    | 0     | 0     | 0        | 9     | 7     | 0        | 0           | .563  | 487   | 113.0    | 121      | 10          | 43       | 0     | 2        | 71       | 8     | 1        | 57    | 51       | 4.06     | 1.45    |
| 2009     | KC       | 22    | 22    | 1     | 0     | 0        | 8     | 9     | 0        | 0           | .471  | 538   | 123.0    | 122      | 18          | 66       | 1     | 4        | 86       | 10    | 0        | 76    | 72       | 5.27     | 1.53    |
| 2010     | KC       | 32    | 32    | 1     | 0     | 0        | 8     | 12    | 0        | 0           | .400  | 817   | 183.2    | 206      | 20          | 80       | 1     | 2        | 126      | 5     | 1        | 114   | 109      | 5.34     | 1.56    |
| 2011     | KC       | 13    | 13    | 0     | 0     | 0        | 1     | 9     | 0        | 0           | .100  | 293   | 61.1     | 84       | 7           | 26       | 2     | 5        | 50       | 4     | 0        | 52    | 46       | 6.75     | 1.79    |
| 2015     | NYY      | 1     | 0     | 0     | 0     | 0        | 0     | 0     | 0        | 0           | ----  | 10    | 2.1      | 3        | 0           | 0        | 0     | 0        | 2        | 0     | 0        | 0     | 0        | 0.00     | 1.29    |
| 2016     | ヤクルト | 15    | 15    | 0     | 0     | 0        | 4     | 5     | 0        | 0           | .444  | 361   | 82.0     | 84       | 14          | 31       | 1     | 4        | 64       | 4     | 0        | 44    | 40       | 4.39     | 1.39    |
| MLB：8年 | MLB：8年 | 152   | 144   | 3     | 0     | 0        | 43    | 65    | 0        | 2           | .398  | 3488  | 770.1    | 879      | 99          | 367      | 13    | 22       | 547      | 42    | 3        | 512   | 477      | 5.57     | 1.62    |
| NPB：1年 | NPB：1年 | 15    | 15    | 0     | 0     | 0        | 4     | 5     | 0        | 0           | .444  | 361   | 82.0     | 84       | 14          | 31       | 1     | 4        | 64       | 4     | 0        | 44    | 40       | 4.39     | 1.39    |

- 2020年度シーズン終了時

### 年度別守備成績
| 年 度 | 球 団    | 投手（P） | 投手（P） | 投手（P） | 投手（P） | 投手（P） | 投手（P） |
| 年 度 | 球 団    | 試 合     | 刺 殺     | 補 殺     | 失 策     | 併 殺     | 守 備 率  |
| ----- | -------- | --------- | --------- | --------- | --------- | --------- | --------- |
| 2005  | ATL      | 21        | 7         | 9         | 1         | 2         | .941      |
| 2006  | ATL      | 14        | 3         | 5         | 0         | 0         | 1.000     |
| 2007  | ATL      | 17        | 7         | 14        | 2         | 1         | .913      |
| 2007  | KC       | 11        | 1         | 2         | 0         | 0         | 1.000     |
| '07計 | KC       | 28        | 8         | 16        | 2         | 1         | .923      |
| 2008  | KC       | 21        | 4         | 10        | 1         | 0         | .933      |
| 2009  | KC       | 22        | 10        | 10        | 2         | 1         | .909      |
| 2010  | KC       | 32        | 13        | 23        | 2         | 2         | .947      |
| 2011  | KC       | 13        | 1         | 9         | 1         | 0         | .909      |
| 2015  | NYY      | 1         | 0         | 1         | 0         | 0         | 1.000     |
| 2016  | ヤクルト | 15        | 1         | 6         | 1         | 1         | .875      |
| MLB   | MLB      | 152       | 46        | 83        | 9         | 6         | .935      |
| NPB   | NPB      | 15        | 1         | 6         | 1         | 1         | .875      |

- 2020年度シーズン終了時

### 記録
NPB
- 初登板・初先発：2016年3月31日、対阪神タイガース3回戦（明治神宮野球場）、5回2失点（自責1）で勝敗つかず
- 初奪三振：同上、3回表にマット・ヘイグから空振り三振
- 初打席・初安打：同上、2回裏にランディ・メッセンジャーから遊撃内野安打
- 初登板で対戦した第一打者への初球で被本塁打：「初登板」の項を参照、1回表無死から髙山俊に右越先頭打者初球本塁打。NPB史上6人目の記録で、セントラル・リーグの公式戦では2人目[18]。
- 初勝利・初先発勝利：2016年5月31日、対北海道日本ハムファイターズ1回戦（札幌ドーム）、6回1/3を1失点

### 背番号
- 26 (2005年 - 2007年)
- 28 (2007年 - 2009年)
- 34 (2010年 - 2011年、2016年)
- 40 (2015年)